# Sumatra (Florida)
Sumatra ist  ein census-designated place (CDP) im Liberty County im US-Bundesstaat Florida. Das U.S. Census Bureau hat bei der Volkszählung 2020 eine Einwohnerzahl von 187 ermittelt. 

## Geographie
Sumatra liegt rund 60 km südlich von Bristol sowie etwa 90 km südwestlich von Tallahassee. Der CDP wird von der Florida State Road 65 durchquert.

## Demographische Daten
Laut der Volkszählung 2010 verteilten sich die damaligen 148 Einwohner auf 101 Haushalte. 98,6 % der Bevölkerung bezeichneten sich als Weiße. 1,4 % gaben die Angehörigkeit zu mehreren Ethnien an. 2,0 % der Bevölkerung bestand aus Hispanics oder Latinos.
Im Jahr 2010 lebten in 30,0 % aller Haushalte Kinder unter 18 Jahren sowie 26,7 % aller Haushalte Personen mit mindestens 65 Jahren. 70,0 % der Haushalte waren Familienhaushalte (bestehend aus verheirateten Paaren mit oder ohne Nachkommen bzw. einem Elternteil mit Nachkomme). Die durchschnittliche Größe eines Haushalts lag bei 2,47 Personen und die durchschnittliche Familiengröße bei 2,90 Personen.
28,4 % der Bevölkerung waren jünger als 20 Jahre, 23,0 % waren 20 bis 39 Jahre alt, 29,1 % waren 40 bis 59 Jahre alt und 19,7 % waren mindestens 60 Jahre alt. Das mittlere Alter betrug 39 Jahre. 49,3 % der Bevölkerung waren männlich und 50,7 % weiblich.
Das durchschnittliche Jahreseinkommen lag bei 31.071 $, dabei lebte niemand unter der Armutsgrenze.